# Giorgio Conte (album)
Giorgio Conte è un album del cantautore Giorgio Conte, pubblicato nel 1993 da Dischi Ricordi in CD con numero di catalogo SMRL 6469.

## Tracce
1. Cose che si dicono (con Ornella Vanoni) - 4:10
2. Per cosa? - 4:13
3. Marina Vlady - 3:35
4. Sombrero - 3:01
5. Sotto il sole con il mare - 4:00
6. Modulazione di frequenza (con Elio) - 4:16
7. Com'è bella la luna - 3:30
8. Il meccanismo - 3:00
9. Parrucchiere - 3:02
10. La giostra di Bastian - 3:29
11. L'elettricista - 2:56
12. Davvero propizio il giorno per il Toro e il Capricorno (con Rossana Casale) - 3:25

## Formazione
- Giorgio Conte – voce, cori, chitarra, battito di mani
- Lucio Fabbri – violino, cori, viola, shaker, chitarra acustica, chitarra elettrica, basso, organo Hammond, tamburello, celeste, mandolino, percussioni, battito di mani
- Paolo Costa – basso, cori, battito di mani
- Lele Melotti – batteria, cori, battito di mani
- Vittorio Cosma – pianoforte, cori, tastiera, battito di mani
- Faso – basso
- Francesco Saverio Porciello – chitarra elettrica, cori, battito di mani
- Gianni Coscia – fisarmonica
- Candelo Cabezas – percussioni
- Elio Rivagli – batteria, percussioni, triangolo
- Demo Morselli – tromba, cori, flicorno, tuba, battito di mani
- Mauro Parodi – trombone, cori, battito di mani
- Claudio Pascoli – sassofono tenore, cori, flauto, sassofono baritono, battito di mani
- Amedeo Bianchi – sassofono soprano, cori, sax alto, sassofono tenore, battito di mani
- Marco Giacinti – battito di mani, cori
- Marco Priori – battito di mani, cori